# Jack Pierce (Leichtathlet)
Jack Pierce (* 23. September 1962 in Cherry Hill, New Jersey) ist ein ehemaliger US-amerikanischer Leichtathlet, dessen Spezialdisziplin der 110-Meter-Hürdenlauf war.

## Sportliche Erfolge
Bei den Olympischen Spielen 1992 in Barcelona gewann Pierce in 13,26 Sekunden – zeitgleich mit dem Viertplatzierten Tony Jarrett – die Bronzemedaille hinter Mark McKoy und Tony Dees.
Im Jahr zuvor hatte er bei den Weltmeisterschaften in Tokio in 13,06 Sekunden zeitgleich mit Greg Foster nach einem Zielfoto-Entscheid die Silbermedaille gewonnen. Mit der gleichen Zeit belegte Pierce bei den Weltmeisterschaften 1993 in Stuttgart Rang drei hinter dem in 12,91 Sekunden Weltrekord laufenden Colin Jackson und Tony Jarrett (13,00 Sekunden).

## Bestleistungen
- 110 Meter Hürden – 12,94 s (1996)[1]
- Pierce zählt somit zu dem exklusiven Kreis der zwölf Hürdensprinter, die die 13-Sekunden-Marke unterboten haben. Er liegt auf Platz 8 der ewigen Weltbestenliste[2]

## Sonstiges
Bei einer Körpergröße von 1,85 m betrug Pierce’ Wettkampfgewicht 84 kg.